# پاملا ۱۲۴۳

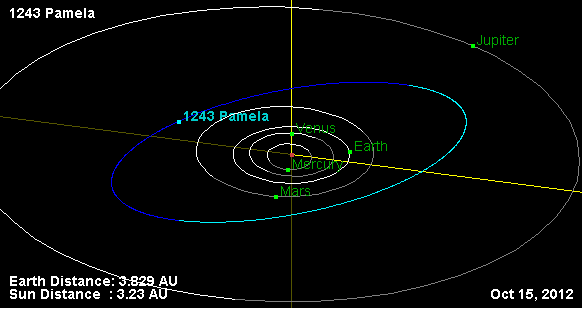

سیارک ۱۲۴۳ (به انگلیسی: 1243 Pamela، نامگذاری:1932JE) هزار و دویست و چهل و سومین سیارک کشف شده‌است که در ۷ مه ۱۹۳۲ کشف شد.
قدر مطلق سیارک برابر ۹٫۶۸ است.